# Chiesa di San Gregorio Magno (Roma)
La chiesa di San Gregorio Magno è una chiesa di Roma, nel quartiere Magliana, in piazza Certaldo.

## Descrizione

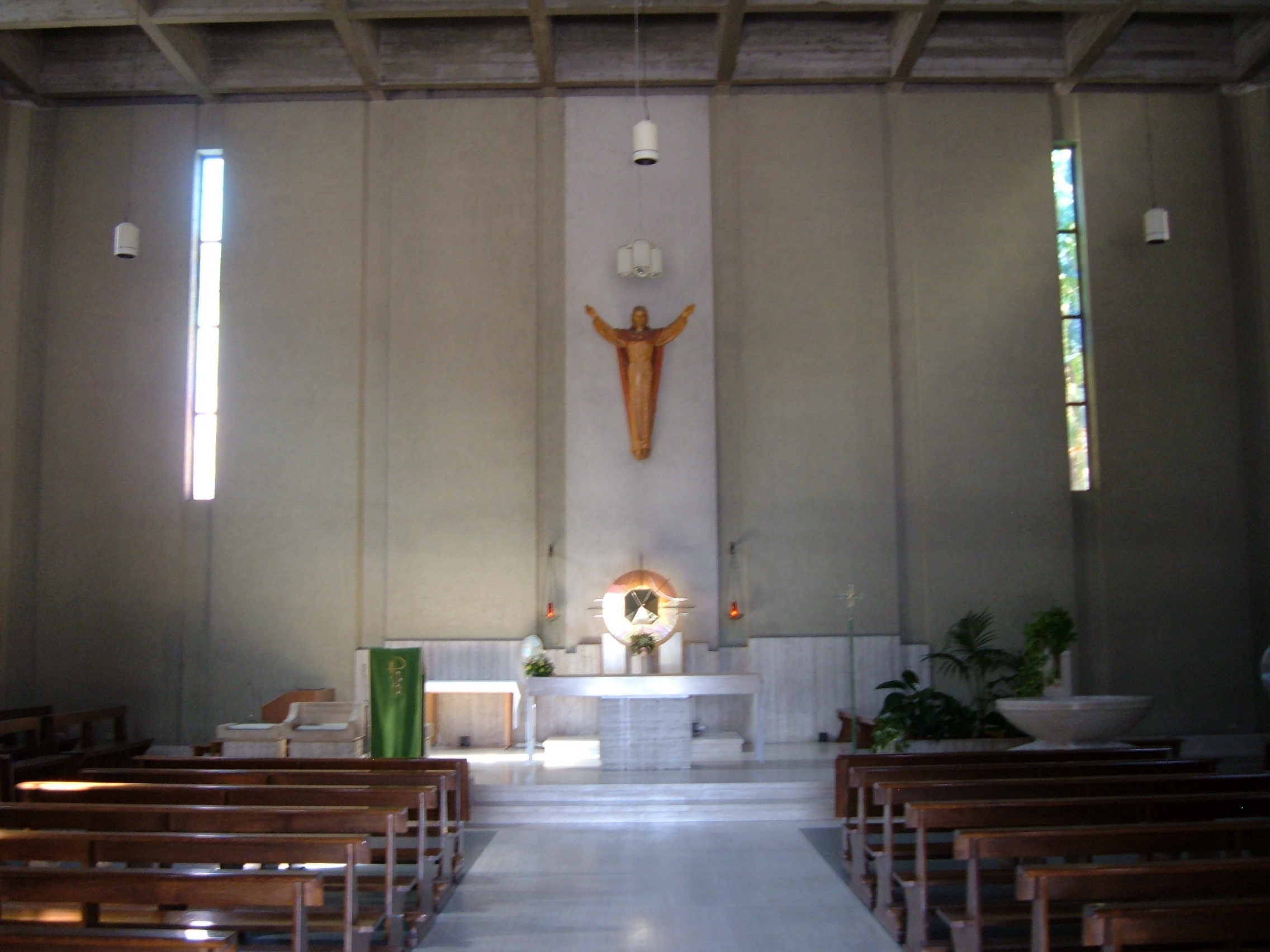
L'interno

È stata costruita nel XX secolo su progetto dell'architetto Aldo Aloysi. La chiesa si trova in posizione elevata rispetto alla piazza antistante, e vi si accede da una scala posta alla sinistra. Totalmente costruita in cemento armato a vista, la chiesa è affiancata da un'alta torre campanaria, in cui spicca una statua di Cristo con le braccia tese.
La chiesa è sede della parrocchia omonima, istituita il 14 dicembre 1963 con decreto del cardinale vicario Clemente Micara “Neminem sane latet”. Alla chiesa è legato il titolo cardinalizio di "San Gregorio Magno alla Magliana Nuova", istituito da Giovanni Paolo II il 21 febbraio 2001.
Il 6 aprile 2014 ha ricevuto la visita di papa Francesco.